# شوهي كواكامي (لاعب كرة قدم مواليد 1997)
شوهي كواكامي (باليابانية: 河上 将平) (مواليد 26 أكتوبر 1997) هو لاعب كرة قدم ياباني.

## وصلات خارجية
- شوهي كواكامي (1997) على موقع رابطة كرة القدم اليابانية للمحترفين (اليابانية)
- شوهي كواكامي (1997) على موقع قاعدة بيانات كرة القدم.إي يو (الإنجليزية)
- شوهي كواكامي (1997) على موقع Soccerway.com (الإنجليزية)